# Закопанська Республіка
Закопанська республіка (пол. Rzeczpospolita Zakopiańska) — перехідний державний орган, що існував протягом 35 днів, з 13 жовтня по 16 листопада 1918 року, у місті Закопане та його околицях.

## Історія
Перед лицем неминучої поразки центральних держав в Першій світовій війні поляки на землях які контролювалися Німецькою імперією та Австро-Угорщиною, чекали на сприятливі умови для захоплення влади. 7 жовтня 1918 року Регенційна Рада у Варшаві проголосила створення незалежної польської держави. Проте саме Закопане стало першим місцем у Польщі, де населення вирішило відкрито непідкорятися владі завойовників.
13 жовтня 1918 року біля пам'ятника Грюнвальдські битві у Закопане відбулося громадянське зібрання, яке скликав голова комуни Закопане Вінценти Регеця. П'ять сотень учасників обрали письменника Стефана Жеромського головою та громадським активістом, а заступниками графа Владислава Замойського, представника енденції (популярна назва Народно-демократичної партії Польщі) Вінцента Шимборського та лівого лідера Маріуша Заруського.
У резолюції було представлено такий вміст:
|  | З огляду на прийняття мирних норм президента Сполучених Штатів Вілсона державами-завойовниками, ми тепер вважаємо себе громадянами вільної, незалежної та об'єднаної Польщі. Ми зобов'язані Польщі вірності і послуху, нашій власності і нашій крові, ми не визнаємо ніяких зв'язків, цим священним обов'язкам протиставних. Враховуючи важливість історичної години для спільного ревного виконання обов'язку щодо польської держави, ми вирішуємо створити Національну організацію в Закопане, і з цією метою ми обираємо їй управління, що складається з 32 осіб, довіряючи йому створення програми і способу діяльності. |

Головою цього представництва став Стефан Черомський, секретар Медарда Козловського. Через два дні польські депутати до австрійського парламенту прийняли резолюцію, що вони вважають себе представниками відродженої Польщі. Адміністрація Австро-Угорської монархії, що розпадалася, поглинена власними проблемами, не вжила жодних заходів проти Республіки Польща.

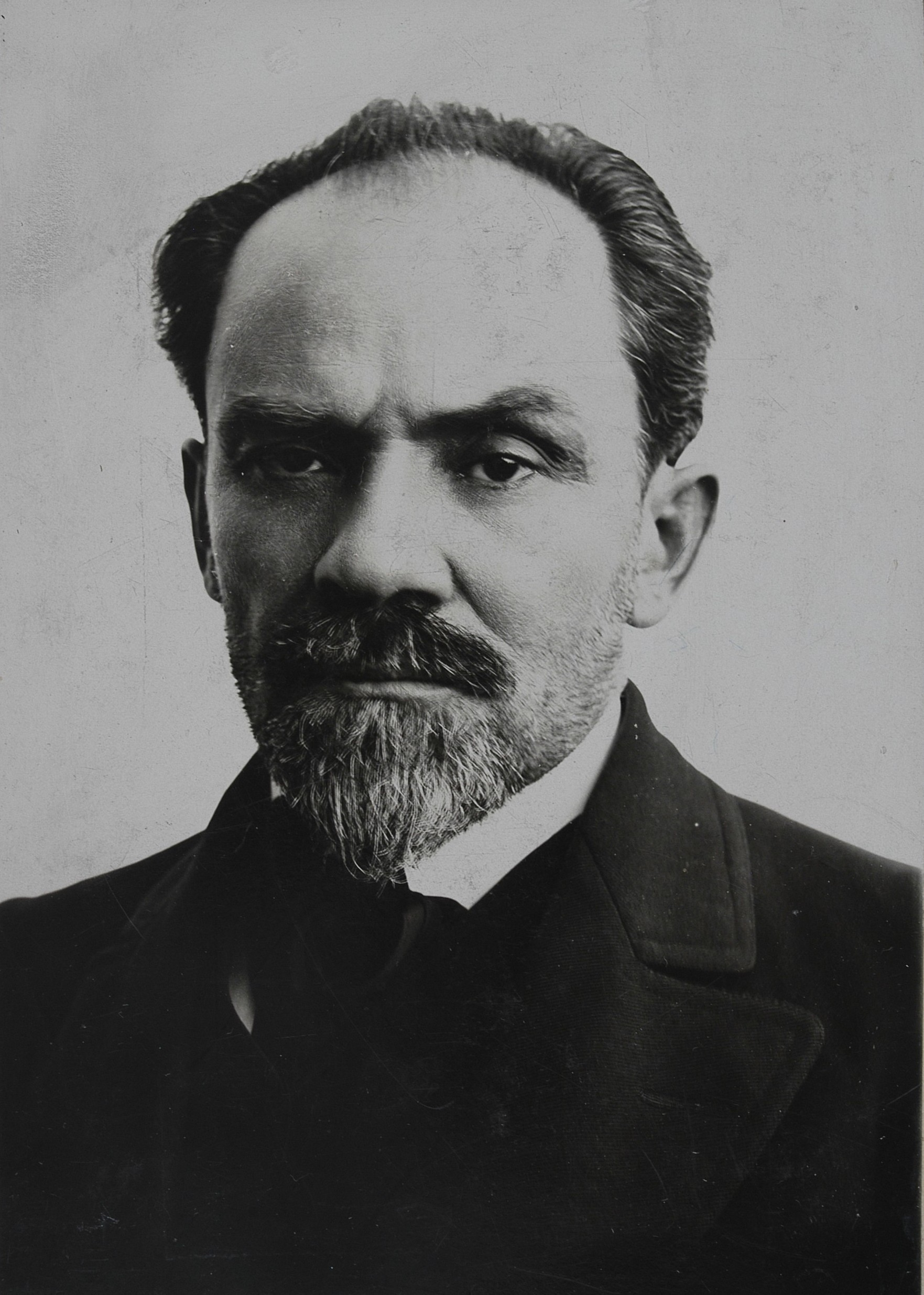
Стефан Жеромський

28 жовтня 1918 року в Кракові було створено Польську ліквідаційну комісію. За цією новиною, жителі Закопане почали підготовку до збройного захоплення влади. 31 жовтня того ж дня, коли Краків звільнився від повноважень, польські легіонери в Закопане, не підкоряючись озброєному опору, роззброїли австрійців, захопили склад зброї і телефонну станцію і передали себе Національній організації. 1 листопада правління Національної організації було перетворено в Національну раду — керівний орган суверенної Республіки Польща. Рада обіцяла лояльність до Польщі і взяла владу в Закопане від її імені. Стефан Черомський став президентом Ради, виконуючи обов'язки президента Республіки Закопане.
Представники Польської соціалістичної партії поставили під сумнів репрезентативність Національної ради через домінування в ній національних демократів . У результаті була досягнута домовленість з ППС. У Національну раду було додано 17 нових членів, загалом Рада налічувала 57 осіб. Керівництво Республіки Закопане були Стефаном Черомським в якості його президента, Маріушем Заруським, Вінсенті Шимборським і головою Союзу горців Францішеком Павликом в якості заступника Черомського, Медарда Козловського — секретарем.
16 листопада 1918 р., з огляду на те, що Польська ліквідаційна комісія перейшла до складу правління Західної Галичини, Національна рада в Закопане розпустилася, а Закопанська республіка була включена до складу Другої польської республіки.